# 50 Virginis
50 Virginis (50 Vir / 50 Virginis) è una stella gigante arancione nella costellazione della Vergine, di magnitudine apparente pari a circa 5,98.
È distante circa 686 anni luce dalla Terra.

## Metallicità e parametri orbitali
L'abbondanza di ferro di 50 Virginis è circa pari a +0,6 (114,8% rispetto al Sole).
Si muove inoltre nella nostra Galassia alla velocità relativa rispetto al Sole di 17,5 km/s.
La proiezione della sua orbita attraverso la galassia la porta a percorrere una distanza fra 23600 e 25700 anni luce dal centro della Galassia.

## Occultazioni
Per la sua posizione prossima all'eclittica, è talvolta soggetta ad occultazioni da parte della Luna e, più raramente, dei pianeti, generalmente quelli interni.
La ultima occultazione lunare si è verificata il 15 luglio 2013.